# 和光市内循環バス

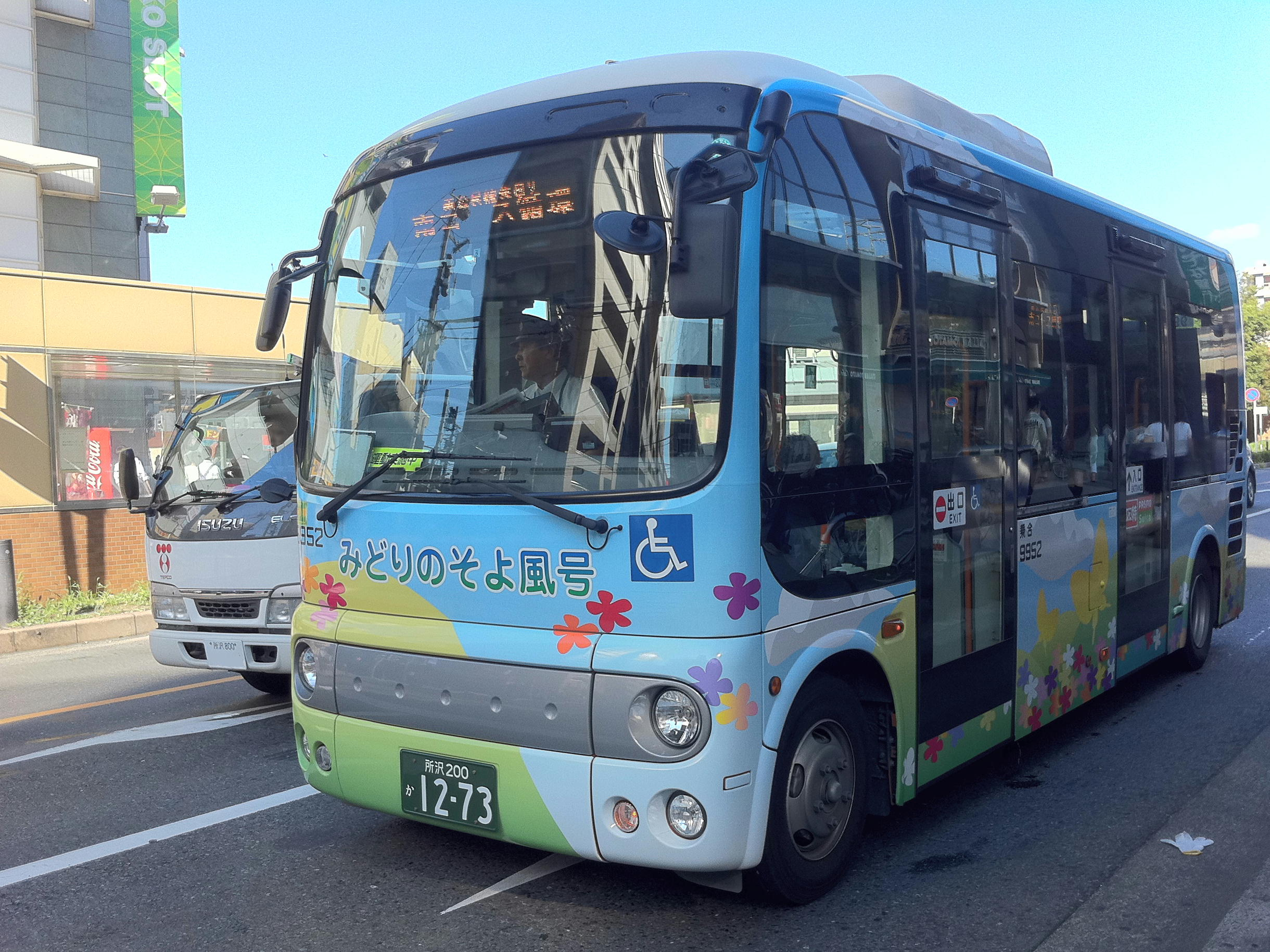
和光市内循環バス「みどりのそよ風号」
日野・ポンチョ

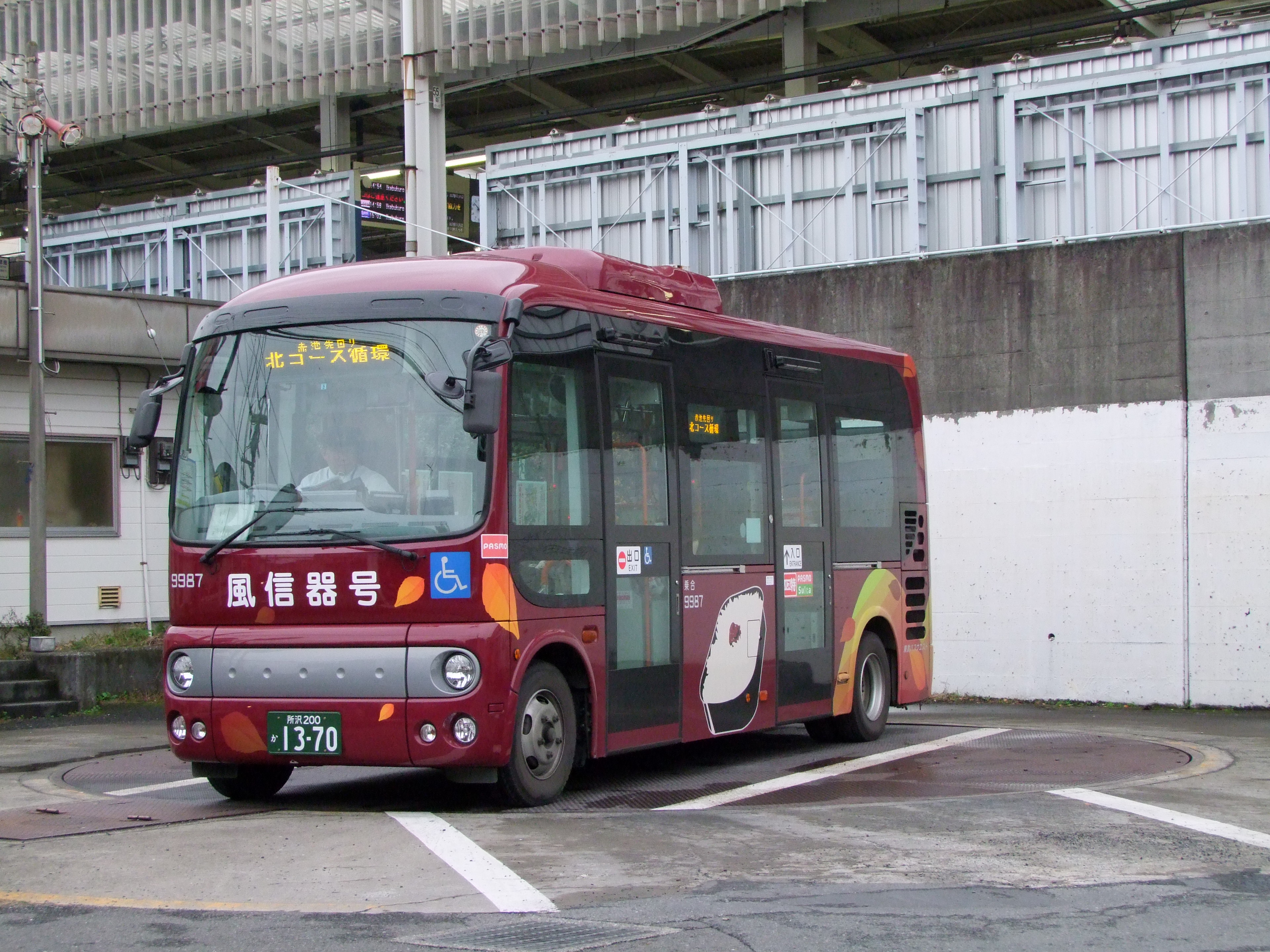
和光市内循環バス「風信器号」
日野・ポンチョ

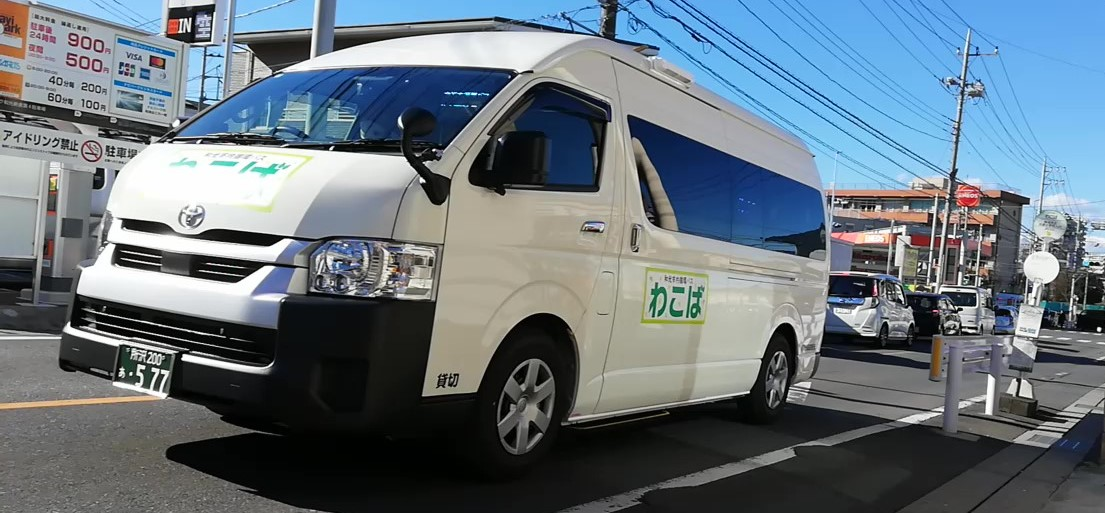
ワゴン車で運行する和光市内循環バス（坂下・新倉コース）

和光市内循環バス（わこうしないじゅんかんバス）は、埼玉県和光市内を循環して運行されるコミュニティバスである。1993年2月に運行開始した「和光市無料循環バス」を前身とする。当時は東武鉄道直営時代の東武バスが運行受託していた。現在は東武バスウエスト新座営業事務所 と 和光輸送に運行を委託している。2024年1月4日より「わこば」と愛称が付けられた。

## 概要
1993年2月に運行開始した「和光市無料循環バス」は、市役所を和光市広沢に移転した際に、鉄道駅から遠くなり交通アクセスが不便になったことを理由として運行を開始したものである。
2001年にサービス内容（運行経路、運行時間、車両）の全面見直しを実施し、2か月の試行運行期間を経て、受益者負担の観点から運賃無料から有償運行の乗合バスへと移行した。有償運行を開始した当初は片方向循環で、土休日は運休であった。
2009年から2012年の間に運行内容の再度見直しが行われ、2013年に経路・時刻・運賃が全て変更された。

### 2009年の事業仕分け
和光市が2009年10月17日・18日に構想日本の協力で実施した事業仕分けにおいて、17日に循環バスの運行について議論された結果、「民間」（民営化すべき）との評価が下された。この際に評価コメントとして「目的が明確でない」「交通対策なら市が関わる必要はない」「利用者を高齢者・障がい者に限定した福祉目的化を検討する必要がある」などが挙げられた。これに対し市は、2012年度中に全面見直しを実施することを柱として、改善の上で市による運行を継続する方向性を提示した。

### 2013年の運行内容変更
和光市では2012年に循環バスの内容見直し案を発表し、同年1月にパブリックコメントの募集を行った。この結果を受けて、2013年4月1日以降、運行内容を以下の通り変更している。
- 経路 - 北コース、中央コース、南コースの往復（一部区間は一方向循環）3経路

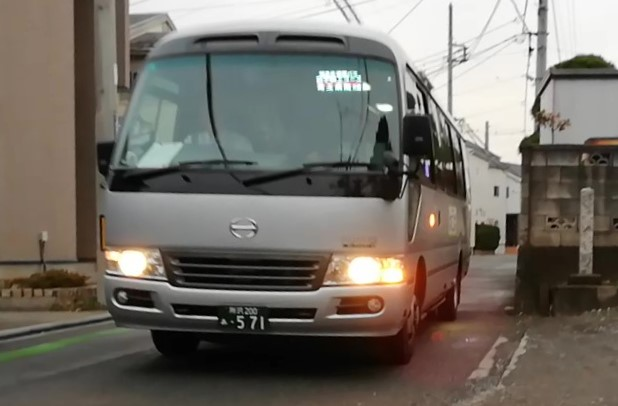
マイクロバスで運行する和光市内循環バス(白子・吹上コース)

- マイクロバスで運行する和光市内循環バス(白子・吹上コース)運賃 - おとな150円・こども80円、70歳以上と障害者は無料。支払いは降車時の後払い方式。
運賃は周辺3市（朝霞市、新座市、志木市）のコミュニティバス（朝霞市 - 朝霞市内循環バス「わくわく号」、新座市 - にいバス。志木市は運行なし）とほぼ同様になる。なお「わくわく号」には高齢者・障害者への優遇措置はない。

## 沿革
- 1993年[1]（平成5年）2月 - 市役所移転に伴う無料循環バスの運行を開始。東武鉄道直営時代の東武バス（当時）[1]が運行受託。
- 時期不明 - 運行委託先を東武バスから川越観光自動車へ変更。[要出典]
- 2001年（平成13年）
  - 4月 - 運行経路、運行時間、車両の見直しのための試験運行を2か月間実施。
  - 6月 - 有償運行に移行。
- 2003年（平成15年）
  - 時期不明 - 運行委託先を川越観光自動車から東武バスウエストへ再度変更[要出典]。東武バスウエスト新座営業所の担当となる。
  - 4月 - 運行日の見直し。年末年始期間を運休日とし、土曜日・休日を運転日に変更。
  - 10月 - 運行経路の変更（延長）と停留所増設を実施し、片方向循環を両方向循環に変更。
- 2009年（平成21年）
  - 3月15日 - ダイヤ改正。
  - 10月17日 - 市で実施した事業仕分けの結果、民営化すべきとの評価を受ける。
- 2011年（平成23年）4月1日 - 北コース赤池先回り・南コース白子コミセン先回りの最終便を運休とするダイヤ変更を実施。
- 2012年（平成24年）1月 - 運行内容見直し案[6]を発表し、パブリックコメントを募集[7]。
- 2013年（平成25年）4月1日 - 運行内容見直しの当初案から一部修正の上、経路・時刻・運賃の全面変更を実施。
- 2024年（令和6年）1月4日 - 運行内容の見直し。路線コース名称を北、中央、南の方角から、各コースの主要停留所名称に変更。学校、公民館の停留所には和光市立○○（学校名または施設名）の名称を導入。運行事業者に和光輸送を追加。乗降方式を中扉乗車前扉降車から前扉乗車中扉降車方式に。運賃支払い方法を後払い方式から先払い方式へ変更。

## 運行内容
| 路線コース名 | 運行会社                        | 備考                                                |
| ------------ | ------------------------------- | --------------------------------------------------- |
| ①赤池        | 東武バスウエスト 新座営業事務所 | 旧北コースの一部                                    |
| ②越後山      | 東武バスウエスト 新座営業事務所 | 旧南コースの一部                                    |
| ③向山・午房  | 東武バスウエスト 新座営業事務所 | 旧南コースの一部                                    |
| ④白子・吹上  | 株式会社 和光輸送               | 旧中央コース 東武バスから移行 マイクロバス（1扉車） |
| ⑤坂下・新倉  | 株式会社 和光輸送               | ワゴン車                                            |

- 運転日 - 年末年始期間（12月29日 - 翌年1月3日の間）を除く毎日運転

土日祝日は1便と各コースの最終便（9または10便）は運休

## 運賃(2024年1月～)
|                                                             | 金額 （現金、IC同額） | 備考                                                      | 運賃支払い方法                                                                 |
| ----------------------------------------------------------- | --------------------- | --------------------------------------------------------- | ------------------------------------------------------------------------------ |
| 大人 （中学生以上）                                         | 180円                 |                                                           | 乗車時に運賃を支払う 優待乗車証を保有している場合は 乗車証提示後に運賃を支払う |
| 小人 （小学生）                                             | 90円                  |                                                           | 乗車時に運賃を支払う 優待乗車証を保有している場合は 乗車証提示後に運賃を支払う |
| 未就学児                                                    | 無料                  |                                                           | 乗車時に運賃を支払う 優待乗車証を保有している場合は 乗車証提示後に運賃を支払う |
| 70歳以上で 優待乗車証をお持ちの方                           | 100円                 | 旧無料乗車証 乗車時に優待乗車証を提示し 運賃100円を支払う | 乗車時に運賃を支払う 優待乗車証を保有している場合は 乗車証提示後に運賃を支払う |
| 妊産婦（母子手帳発行から2年以内）で 優待乗車証をお持ちの方  | 100円                 | 母子手帳に記載された子供と 一緒に乗車した場合のみ有効     | 乗車時に運賃を支払う 優待乗車証を保有している場合は 乗車証提示後に運賃を支払う |
| 身体障害者手帳、療育手帳 精神障害者保健福祉手帳をお持ちの方 | 無料                  | 乗車時に各手帳の提示をする                                | 乗車時に運賃を支払う 優待乗車証を保有している場合は 乗車証提示後に運賃を支払う |
| 介護者                                                      | 90円                  | 介護者1名のみ適用                                         | 乗車時に運賃を支払う 優待乗車証を保有している場合は 乗車証提示後に運賃を支払う |

- 2008年4月1日からPASMO・Suicaが利用可能

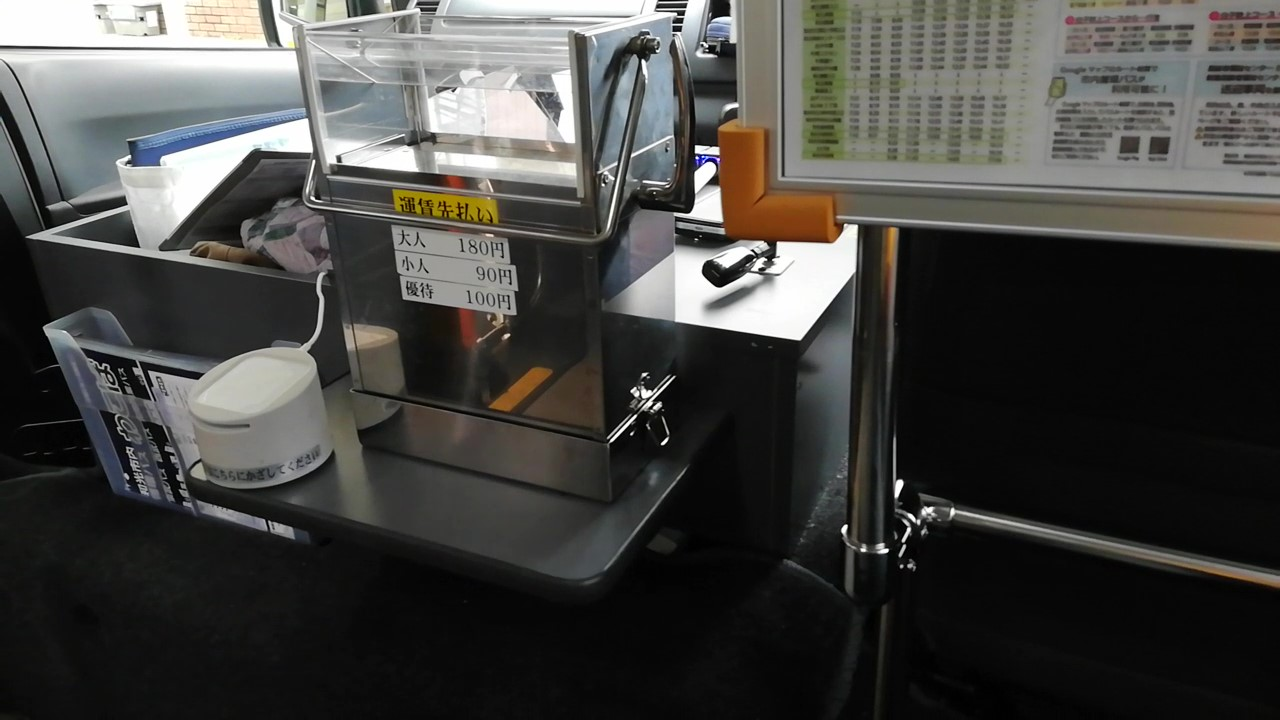
⑤坂下・新倉コースのみ、車内での両替が不可。  - 坂下・新倉コースのみで運用されている簡易式のICカードリーダーと運賃箱
- 各コース相互間を乗り継ぐ場合は、当日中かつ1度に限り、車内で乗務員から無料乗り継ぎ券の発行を受けられる
- 市内在住の70歳以上の高齢者、妊産婦 は優待乗車証の発行が可能

和光市役所2階、公共交通政策室の窓口に下記の書類を持参し、優待乗車証の発行したのち、優待乗車証の提示で割引運賃での乗車が可能 
| ・身分証明証               |
| ・写真（縦3cm×横2cm）      |
| 母子健康手帳（妊産婦のみ） |

## 路線
コミュニティセンターに隣接するバス停留所はすべて「コミセン」という略称が使用されている
（例：白子コミュニティセンター → 白子コミセン）

### 現行路線（2024年1月4日～）

#### ①赤池コース
和光市役所 → 和光市立本町小学校 → 和光市図書館 → 和光市駅南口 → 地蔵橋 → 赤池 → 地蔵橋 → 和光市駅南口 → 和光市図書館 → 和光市立本町小学校 → わぴあ → 和光市役所
和光市図書館停留所は本町通り（東武バス 和13系統 図書館前停留所と同一箇所）側に設置

#### ②越後山コース
和光市駅南口 → 和光市図書館前 → わぴあ → 和光市役所 →団地センター → 総合福祉会館 → 越後山 → 諏訪原団地 → 埼玉病院 → 越後山 → 和光市役所 → 和光市図書館前 → 和光市駅南口
和光市駅南口 ～ 埼玉病院間の区間便あり
和光市図書館前停留所は本田通り（和光市循環バス図書館前停留所から改称）側に設置
総合福祉会館停留所は 東武バス「二軒新田」、西武バス「南一丁目」(和光市駅方面)と同じ場所に設置されている

#### ③向山・午房コース
和光市役所 → 和光市図書館前 → 和光市駅南口 → 和光郵便局 →丸山台3丁目 → 白子コミセン → 新道坂上 → 埼玉病院 → 和光市立第五小学校入口 → 午房コミセン → 白子コミセン → 丸山台3丁目 → 和光郵便局 → 和光市駅南口 → 和光市図書館前 → 和光市役所 

#### ④白子・吹上コース
和光市駅南口 → 和光市立大和中学校 → 丸山台3丁目 → 白子コミセン → 埼玉病院 → 白子3丁目東 → 野川公園入口 → 白子吹上コミセン → 下新倉氷川神社 → 丸山台3丁目 → 古美山 → 埼玉病院 → 和光市立大和中学校 → 和光市駅南口

#### ⑤坂下・新倉コース
和光市駅南口 → 新倉ロータリー → 和光市坂下公民館 → 下里 → 金泉寺 → 氷川通り → 新倉高齢者福祉センター入口 → 和光市立北原小学校入口 → 和光市駅南口

## 過去の運行ルート

### 2023年12月28日まで
北コース■
- 和光市役所 → 図書館前 → 和光市駅南口 → 赤池 → ふたば公園 → 新倉氷川神社 → 福祉の里 →  野川公園入口 → 和光病院入口 → 金泉寺前 → 福祉の里 → 新倉氷川神社 → ふたば公園 → 赤池 → 和光市駅南口 → 図書館前 → 和光市役所

「ふたば公園」停留所(東京北部郵便局至近)を新設。
福祉の里 → 野川公園入口間は途中停留所を一度通過。
野川公園入口を経由後に以下の停留所での乗降が可能
和光市駅南口発 → (野川公園入口) → 下新倉小学校 → 和光病院入口 → 下里 → 金泉寺前 → 新倉郵便局 → アグリパーク入口 → (福祉の里) → 和光市駅南口着
第1便は和光市駅南口が始発。福祉の里まで運行後、新倉氷川神社、ふたば公園、赤池、和光市駅南口、図書館前を経由し、和光市役所まで運行
(野川公園入口方面には乗り入れない)
第1、7便は土日祝日運休。 
中央コース■
- 和光市役所 → 北原小学校入口 → 和光市駅南口 → 中央公民館 → 埼玉病院 → 南市場 → 吹上コミセン下 → 白子3丁目東 → 白子3丁目 → 下新倉氷川神社 → 谷中 → 和光市駅南口 →北原小学校入口 → 和光市役所

左まわりと右まわりの2コースがあり、右まわりが偶数番、左まわりが奇数番となっている
（左回り。中央公民館先回りルート）※1、3、5、7、9便
「白子3丁目」停留所 (笹目通り。ベルク 和光白子店至近。白子三丁目中央土地区画整理地内道路上)を新設
「城山」「藤ノ木橋」停留所経由を取りやめ(左まわりのみ。南市場停留所下車後、徒歩)
第1便は和光市駅南口始発。和光市駅南口 → 白子宿地域センター間、途中停留所通過
第9便は和光市役所 → 和光市駅南口間、和光市駅南口 → 白子コミセン間、途中停留所通過。埼玉病院に乗り入れない
第1、9便は土日祝日運休。
(左回り。中央公民館先回りルート）※2、4、6、8便
- 和光市役所 → 和光市駅南口 → 谷中 → 城山 → 南市場 → 白子3丁目東 → 吹上コミセン下 → 藤ノ木橋 → 埼玉病院 → 中央公民館 → 和光市駅南口 → 北原小学校入口 → 和光市役所

南市場 → 白子3丁目東間、途中無停車。白子3丁目東折り返し後に以下の停留所での乗降が可能
和光市駅南口発→ (白子3丁目東) → 吹上コミセン下 → 稲荷神社下 → 藤ノ木橋 → (白子小学校入口) → (埼玉病院) → 和光市駅南口着
「白子3丁目」停留所は通らない(下新倉氷川神社停留所下車後、徒歩)
第8便は埼玉病院に乗り入れない。 
南コース■（2021年2月15日～）
- 和光市役所 → 図書館前 → 和光市駅南口 → 西大和団地 →二軒新田 → 越後山 → 埼玉病院 → 午房コミセン → 埼玉病院(2回目) → 越後山(2回目) → 二軒新田(2回目) → 西大和団地 → 和光市駅南口 → 図書館前 → 和光市役所

第1,2,3,7便は和光市役所を出発後、和光市駅を経由せず、南一丁目、越後山方面に運行する (4,5,6便のみ和光市駅南口経由) 
7便は午房コミセン方面を運行後、和光市駅南口止まりとなる  

### 2021年2月14日まで(南コースのみ)
■南コース
- 和光市役所 → 二軒新田 → 越後山 → 埼玉病院 → 午房コミセン → 埼玉病院 → 諏訪原団地 → 越後山 → 二軒新田 → 西大和団地 → 和光郵便局 → 和光市駅南口 → 図書館前 → 和光市役所

「西大和団地」停留所(東武バス停留所と同一箇所)を新設
越後山橋 → 南公民館 間は途中途中停留所通過。午房コミセンを経由後に以下の停留所での乗降が可能
和光市役所発 → 午房コミセン → 埼玉病院（2回目）→ (南公民館) → 第三中学校 → (越後山橋入口。2回目) → 和光市駅南口着
今改正により越後山(南1丁目)や午房(白子1丁目)から和光市駅までは直接行けるが、和光市駅からは越後山、午房には直接行けない。
越後山、午房へは和光市役所が終点の為一旦、降車時に和光市駅～和光市役所間の運賃を支払う
再度乗車し、降車時に和光市役所～降車停留所までの運賃を支払う必要がある
和光市役所での平均待ち時間は平均40分程度ある  
和光市駅南口から越後山、午房に直接行く場合は周辺を経由する東武バスを利用する必要がある(運賃はコミュニティーバスとは異なる)
(越後山地区)
- 和01 司法研修所循環

南一丁目(地区の西側、東京外環自動車道 と並走する側道)や二軒新田を経由する
西武バス 泉39または39-1 大泉学園駅 発着の路線もあるが、乗車時に運転手に降車停留所申告し、運賃を先払いする必要がある。
(午房地区)
- 和06 和光市駅南口 - 埼玉病院 成増駅 南口

埼玉病院または新道坂上停留所下車後徒歩。
両地区へのアクセスは成増駅 発の西武バスが利便性が高い。

### 2020年3月31日まで
和光市役所を起点に和光市駅南口を経由し、以降市内各方向へ向かう3コースが設定されている。いずれのコースも運行上は一方向循環扱いとなる、和光市役所→和光市駅南口→市内各コース→和光市駅南口→和光市役所の順序で運行される往復経路である。
各コースいずれも第1便と最終便は土曜日・日曜日運休。12月29日～1月3日は全便運休。
■北コース
- 和光市役所 → 図書館前 → 和光市駅南口 → 赤池 → 新倉氷川神社 → アクシス → 福祉の里 → アグリパーク入口 → 金泉寺前 →野川公園入口 →和光病院入口 →

金泉寺前 → アグリパーク入口 → 福祉の里 → アクシス → 赤池 → 新倉氷川神社 → 和光市駅南口 → 図書館前 → 和光市役所
第1便のみ、和光市駅南口 → アクシス → アグリパーク入口 → （折り返し）→ 和光北インター → 赤池 → 和光市駅南口 →和光市役所 の運行。金泉寺前方面には乗り入れない。土日祝日運休。
■中央コース
（右回り。谷中先回りルート）
- 和光市役所 → 本町小学校 → 北原小学校入口 → 和光市駅南口 → 谷中 → 城山 → 南市場 → 稲荷神社下 → 白子三丁目東 → 稲荷神社下 → 藤ノ木橋 → 白子宿地域センター → 埼玉病院 → 白子コミセン → 中央公民館 → 和光郵便局 → 和光市駅南口 → 北原小学校入口 → 本町小学校 → 和光市役所

（左回り。中央公民館先回りルート）
- 和光市役所 → 本町小学校 → 和光市駅南口 →和光郵便局 → 中央公民館 → 白子コミセン→ 埼玉病院 → 白子宿地域センター → 南市場 → 稲荷神社下 → 白子三丁目東 → 稲荷神社下 → 藤ノ木橋 → 城山 → 谷中 → 和光市駅南口 → 北原小学校入口 → 本町小学校 → 和光市役所
1日、各周り4本ずつの合計8往復。各便には右回りに偶数（2,4,6,8便）、左回りに奇数（1,3,5,7便）の便数が振り分けらて差別化を図っている。
第1便は和光市駅南口 → （左回り）→ 和光市駅南口 → 和光市役所 の運行で土日祝日運休。
第8便は土日祝日運休。

■南コース
- 和光市役所 → 図書館前 → 和光市駅南口 → 和光郵便局 → 団地センター → 南一丁目→ 二軒新田→ 南大和団地 → 越後山 → 第三中学校 → 南公民館 → 埼玉病院  →和光陸橋 → 白子向山 → 牛房コミセン → 消防白子分署 → 埼玉病院 → 南公民館 → 第三中学校 → 越後山 → 南大和団地 → 南一丁目 → 二軒新田 → 団地センター → 和光郵便局 → 和光市駅南口 → 図書館前 → 和光市役所
1日7往復。二軒新田循環区間（外環側道区間）は往復とも同一方向の循環。[15]
1,7便は土日祝日運休。

### 2013年3月まで
和光市役所を起点に、市内を南北各方向に循環する2経路が設定されていた。いずれの経路とも両方向循環である。各経路は両方向とも1日5本運行されていたが、2011年4月1日から北コース赤池先回り・南コース白子コミセン先回りは利用者僅少を理由に最終便が運休となっていた。
北コース
- 和光市役所 - 本町小学校 - 和光市駅北口 - 赤池 - 新倉氷川神社 - 福祉の里 - 下里 - 吹上コミセン下 - 南市場 - 下新倉氷川神社 - 大和中学校 - 和光市駅南口 - 本町小学校 - 和光市役所
  - ■ 赤池先回り（右回り、上記正順） - 所要時間65分。2011年4月1日から最終便は運休。
  - ■ 大和中学校先回り（左回り、上記逆順） - 所要時間67分。

南コース
- 和光市役所 - 樹林公園 （→ / ←司法研修所←） （→南一丁目→二軒新田→） 南大和団地 - 越後山テニスコート場 - 南公民館 - 埼玉病院 （→白子向山→牛房コミセン→） 白子宿地域センター - 白子小学校入口  （→南市場→藤ノ木橋→） 白子小学校入口 - 白子宿地域センター - 白子コミセン - 和光市駅南口 - 本町小学校 - 和光市役所
二軒新田循環区間（外環側道区間）、白子向山循環区間、南市場循環区間は両方向とも同一方向の循環。
  - ■ 南公民館先回り（左回り、表記正順） - 所要時間55分。
  - ■ 白子コミセン先回り（右回り、表記逆順） - 所要時間60分。2011年4月1日から最終便は運休。

## 車両

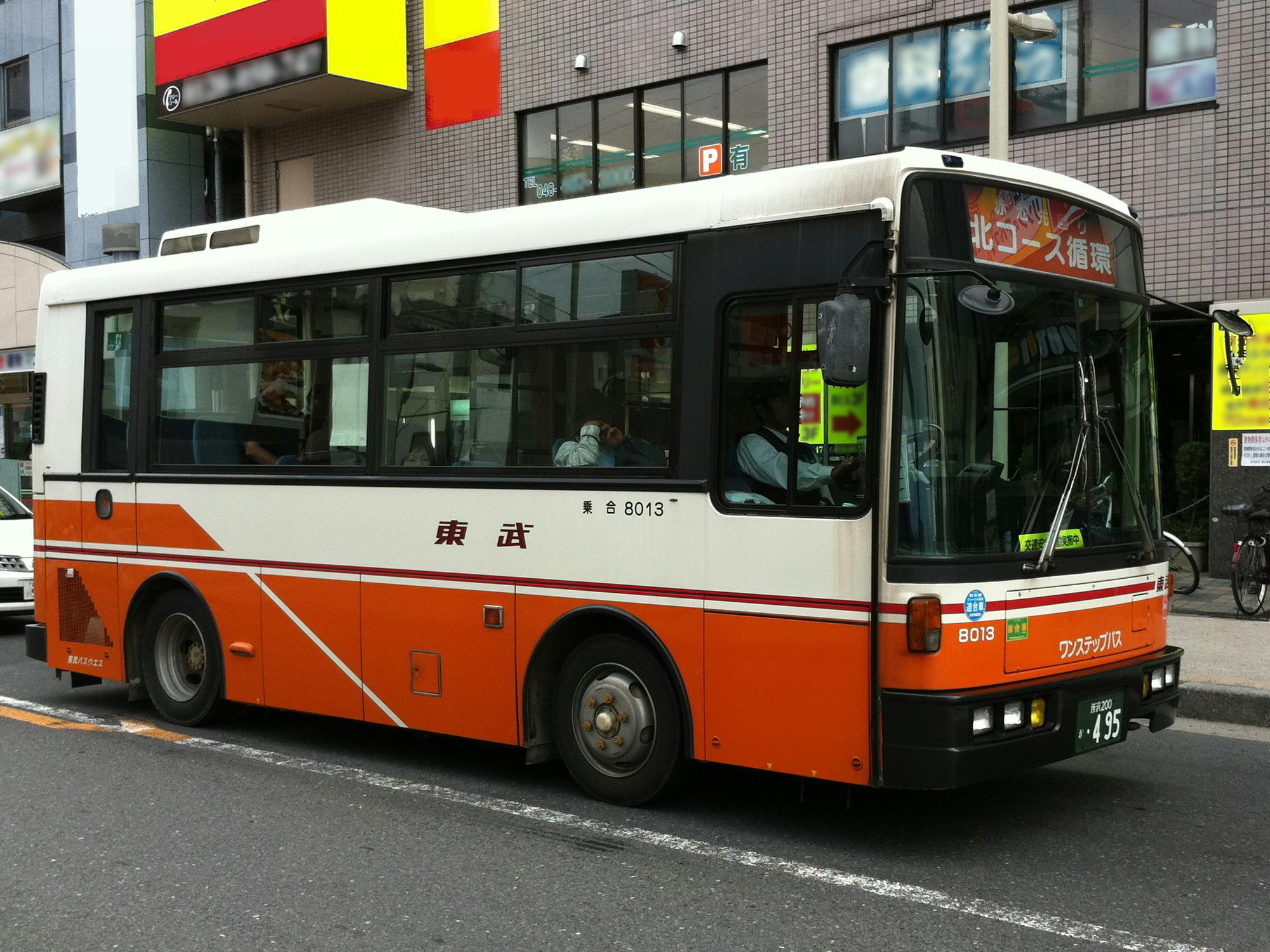
過去の車両
日産ディーゼル・RN

東武バスへの再移管時点では、東武バス標準塗色の小型ワンステップバス、日産ディーゼル・RN3台が使用されていたが、2009年にノンステップバスの日野・ポンチョロングボディ2台（9952号車、9987号車）に置き換えられた。
ポンチョ2台は2010年2月から、埼玉県立芸術総合高等学校の生徒2名がデザインした、市にゆかりのある清水かつらの作品をモチーフにした「みどりのそよ風号」と大石真の作品をモチーフにした「風信器号」のラッピングが施されている。